# Ведран
Ведран (хорв. Vedran) - слов'янське чоловіче ім'я хорватського походження, яке також використовується серед сербів і Боснійців. Ведран означає ясний або доброзичливий.

## Люди
- Ведран Celiščak,  хорватський футболіст
- Ведран Чорлука, хорватський футболіст
- Ведран Đipalo, хорватський боксер
- Ведран Hamzić або Діджей Wedran, діджей з Боснії і Герцеговини
- Ведран Іванкович , боснійський футболіст-захисник
- Ведран Janjetović, австралійський футболіст
- Ведран Ješe, хорватський футболіст
- Ведран Лалич, хорватський дипломат
- Ведран Kukoč, хорватський професійний футболіст
- Ведран Lovrenčić, переможець Великого Брата 4 (Хорватія), 2007
- Ведран Muratović, хорватський футболіст
- Ведран Purić, хорватський футболіст
- Ведран Rožić, колишній хорватський футболіст
- Ведран Руньє, хорватський футбольний воротар
- Ведран Smailović, музикант з Боснії і Герцеговини
- Ведран Туркалж, хорватський футболіст-захисник
- Ведран Вінко,  словенський футболіст-нападник
- Ведран Зрнич, хорватський гандболист